# Celina Jallad
Celina Jallad (Campo Grande, 11 de fevereiro de 1947 - São Paulo, 28 de fevereiro de 2011) foi uma empresária do ramo do agronegócio e uma política brasileira eleita deputada estadual de Mato Grosso do Sul pelo PMDB. Foi casada com Abdalla Jallad, desembargador do Tribunal Regional do Trabalho, e filha do ex-governador Wilson Barbosa Martins.
Ocupou pela quarta vez o cargo de deputada estadual pelo PMDB, partido ao qual foi filiada desde 1993. Nas eleições de 2006, concorreu novamente ao mesmo cargo, porém não foi eleita, terminando como suplente. Em fevereiro de 2007, assumiu o cargo na vaga de Carlos Marun, que se tornou secretário estadual de habitação. 
Estava cotada para assumir o cargo de conselheira do Tribunal de Contas Estadual em junho de 2010, mas o governador André Puccinelli indicou o ex-deputado federal Waldir Neves, tendo entretanto se comprometido a indicar Celina brevemente.
Celina Jallad tinha câncer de mama, e fazia tratamento. Na manhã de 27 de fevereiro de 2011, Celina sofreu um aneurisma da aorta abdominal. Levada às pressas para o Hospital Sírio Libanês, em São Paulo, passou por cirurgia. No dia seguinte, às 5h, faleceu. 